# Dollon
Dollon ist eine französische Gemeinde mit 1.433 Einwohnern (Stand: 1. Januar 2022) im Département Sarthe in der Region Pays de la Loire. Dollon gehört zum Kanton Saint-Calais (bis 2015: Kanton Vibraye) im Arrondissement Mamers. Die Einwohner werden Dollonais genannt.

## Geografie
Dollon liegt etwa 29 Kilometer ostnordöstlich von Le Mans. Umgeben wird Dollon von den Nachbargemeinden Le Luart im Norden, Lavaré im Osten und Nordosten, Semur-en-Vallon im Osten und Südosten, Coudrecieux im Süden und Südosten, Saint-Michel-de-Chavaignes im Süden, Thorigné-sur-Dué im Westen sowie Connerré im Nordwesten.

## Bevölkerungsentwicklung
| Jahr                      | 1962 | 1968 | 1975 | 1982 | 1990 | 1999 | 2006 | 2013 |
| Einwohner                 | 1286 | 1244 | 1125 | 1109 | 1200 | 1234 | 1365 | 1501 |
| Quelle: Cassini und INSEE |      |      |      |      |      |      |      |      |

## Partnergemeinde
Dollon ist wie Vibraye Partnergemeinde der deutschen Gemeinde Wagenfeld in Niedersachsen.

## Sehenswürdigkeiten

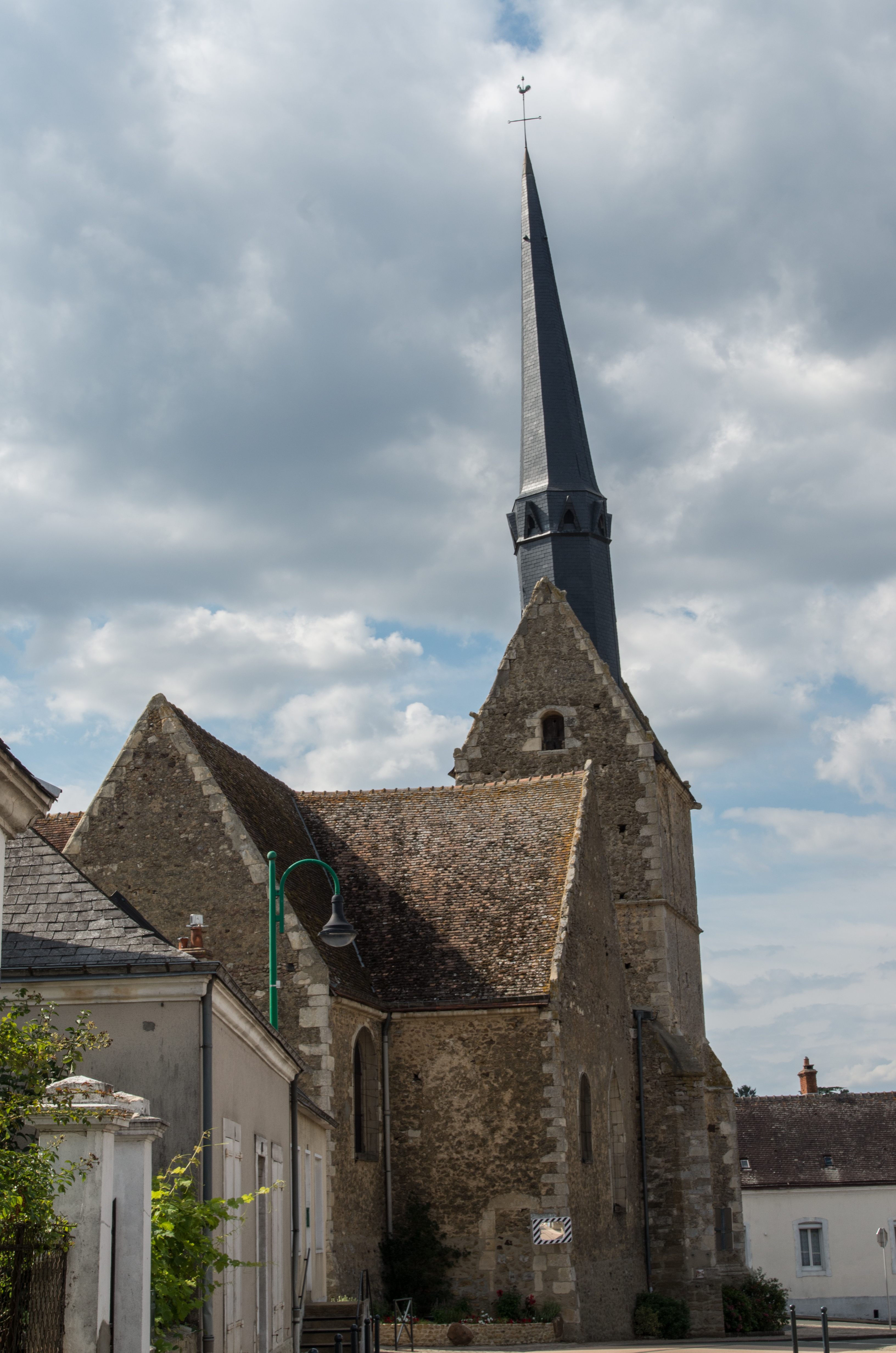
Kirche Saint-Médard

- Kirche Saint-Médard
- Kapelle Sainte-Bonne
- Schloss Dollon
- Schloss La Testière
- Schloss Le Gué Long
- Museum zur mechanischen Musik